# اينليجه
اینلیجه (بالكردية: Geler‏) هي بلدة كردية تابعة لمديرية سنجك في محافظة أديامان في تركيا. سكانها من قبيلة رشوان الكردية وبلغ عدد سكانها 2192 نسمة في عام 2021.